# Chi Ké
Chi Ké (danh pháp khoa học: Urena) là một chi thực vật sống ở các khu vực nhiệt đới và bán nhiệt đới khắp nơi trên thế giới. Cây cao tới 50–70 cm, lá có lông nhám, thường có khía. Trái có nhiều mấu. Ở Philippines, rễ cây được dùng làm thuốc giải nhiệt và hoạt nhuận còn ở Malaysia thì được dùng làm thuốc trị kiết lỵ . Cây phát tán hạt nhờ vào động vật do hạt cây có lông bám vào lông động vật.

## Lưu ý
Ké là tên gọi chung cho rất nhiều loài khác nhau, ví dụ một số loài trong các chi Sida, Triumfetta cùng họ hay chi Xanthium thuộc họ Cúc (Asteraceae) cũng được gọi chung là ké. Cho nên, việc gọi tên các loài cần cụ thể để tránh nhầm lẫn.

## Hình ảnh

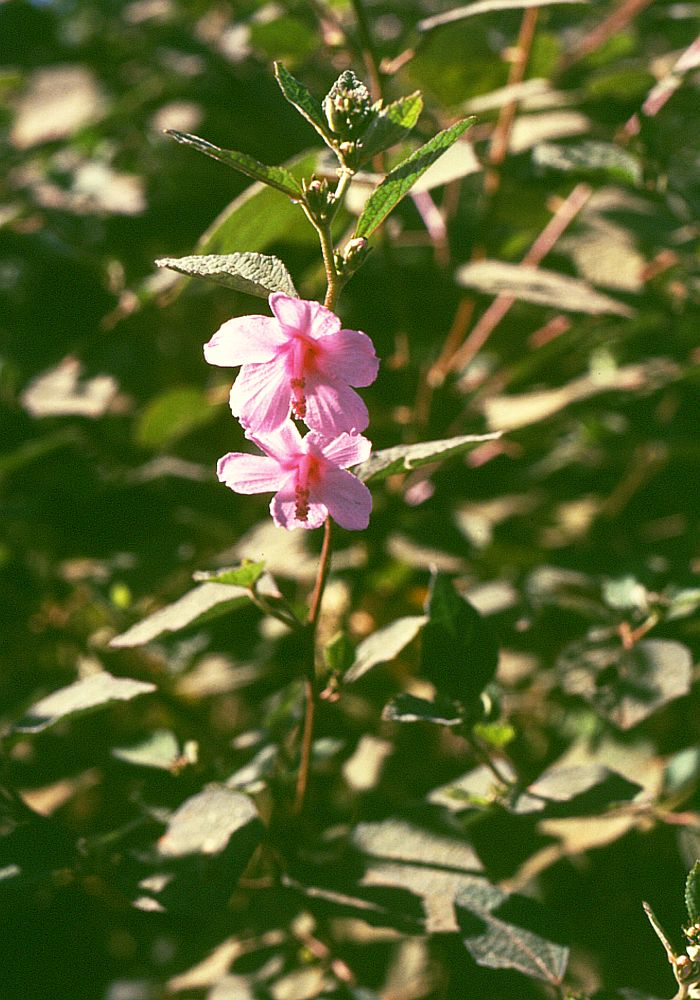